# Strandriddarstekel
Strandriddarstekel (Episyron rufipes) är en stekelart som först beskrevs av Carl von Linné 1758.  Strandriddarstekel ingår i släktet riddarvägsteklar, och familjen vägsteklar. Arten är reproducerande i Sverige.